# Ulft
Ulft is een plaats in de gemeente Oude IJsselstreek in de Nederlandse provincie Gelderland.
Het dorp is met 10.570 inwoners (op 1 januari 2023) de grootste plaats in de gemeente Oude IJsselstreek. Tot 1 januari 2005 behoorde Ulft tot de gemeente Gendringen. Bij een gemeentelijke herindeling gingen de gemeenten Gendringen en Wisch samen verder onder de naam Oude IJsselstreek.
Ulft bestaat behalve uit het gelijknamige dorp uit twee buurtschappen: Oer (Ulft noord) en De Pol. Oer is de bijnaam voor het noorden van Ulft, en wordt zo genoemd vanwege het ijzer (oer) in de grond.
In Oer was ook de DRU gevestigd, een ijzergieterij. De DRU is in 2003 verhuisd naar Duiven, en heeft nu een locatie aan de A12. De oude DRU-gebouwen in Ulft zijn nu het DRU Industriepark, het culturele centrum van de gemeente, met radio en tv-studio, bibliotheek, kunstgalerij, restaurant, popzaal, muziekschool, diverse verenigingen, conferentiezalen en theater. Het koninklijk paar bracht hier op dinsdag 6 mei 2014 een bezoek.

## Geografie
Ulft ligt ten zuidoosten van Doetinchem. In het noorden van Ulft ligt industrieterrein De Rieze. Dit is flink uitgebreid, wat ten koste is gegaan van de boeren die daar eerder gevestigd waren. Tussen Ulft en het aangrenzende Gendringen ligt industrieterrein De IJsselweide. Industrieterrein De Pol is anno 2007 deels veranderd in een woongebied.
In 2001 is de verkeerssituatie in de hoofdstraat (Dr. Ariënsstraat, Frank Damenstraat en Debbeshoek) van Ulft grondig gewijzigd. Doel hiervan is het (zware) vrachtverkeer uit het centrum te weren. Hiertoe zijn op de route verkeersdrempels gelegd. Tegelijkertijd is er een groot aantal bomen geplant.
Nabij Ulft ligt het bos van Engbergen dat uit twee delen bestaat. In het deel dat het dichtst bij Ulft ligt, bevindt zich een uitkijktoren; het tweede deel heeft een speeltuin met een eetgelegenheid en een openluchttheater. De twee delen worden van elkaar gescheiden door een weg die tussen het bos doorloopt.
Inwoneraantallen van Ulft:
- 1 januari 2019 – 10.477
- 1 januari 2018 – 10.485
- 1 januari 2017 – 10.440
- 1 januari 2016 – 10.507
- 1 januari 2015 – 10.393
- 1 januari 2014 – 10.419
- 1 januari 2013 – 10.500
- 1 januari 2012 – 10.587
- 1 januari 2011 – 10.583
- 1 januari 2010 – 10.622
- 1 januari 2009 – 10.819
- 1 januari 2008 – 10.765
- 1 januari 2007 – 10.674
- 1 januari 2006 – 10.707
- 1 januari 2005 – 10.772

Ulft bestaat uit drie wijken:
- Ulft-Centrum/Ulft-Oost
- Ulft-Noord (Oer)
- Ulft-West

Ulft-West is de grootste wijk met bijna 6000 inwoners
Onderstaande tabel geeft de buurtindeling met kentallen volgens het Centraal Bureau voor de Statistiek (2008):

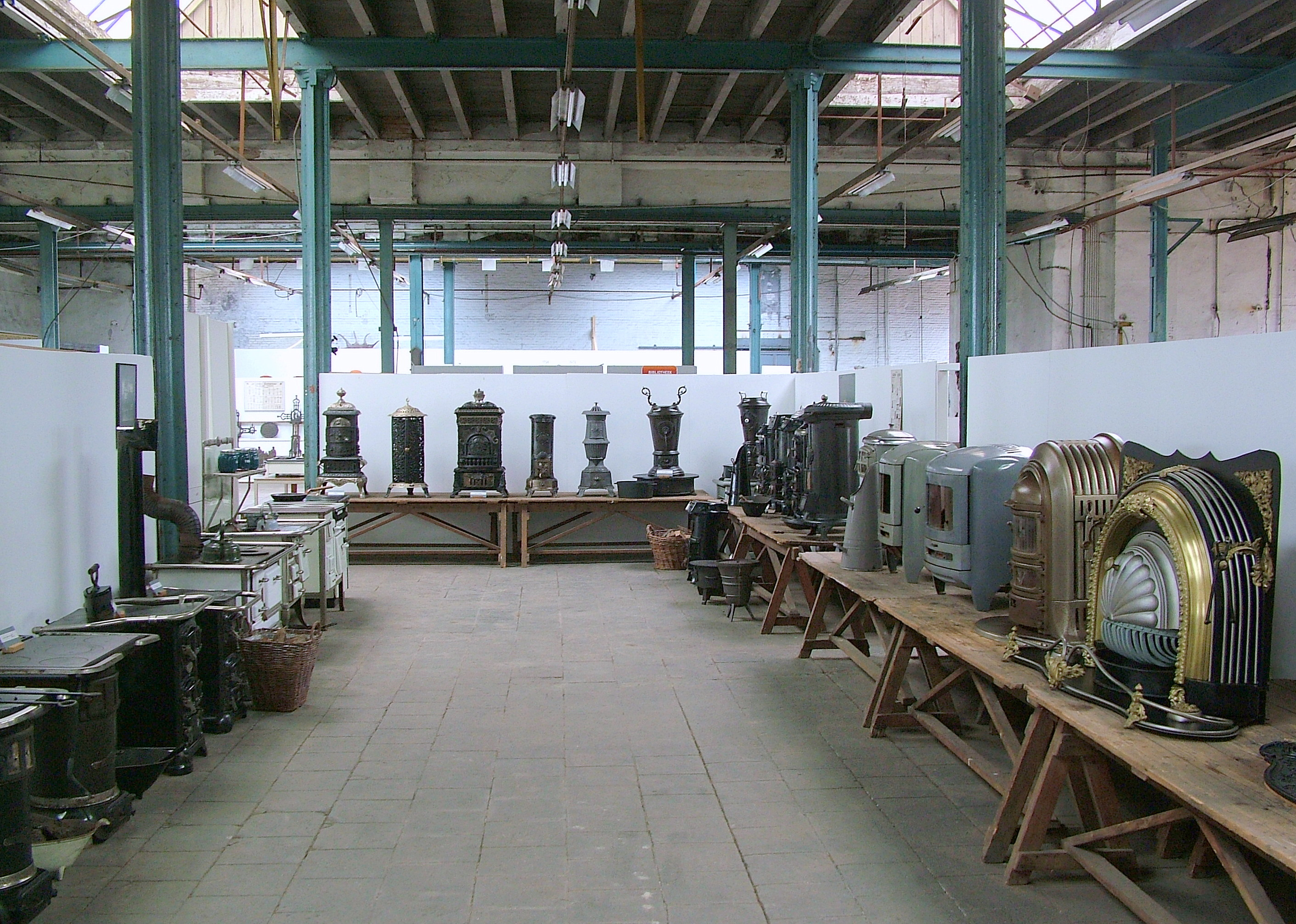
Tijdelijke tentoonstelling IJzermuseum

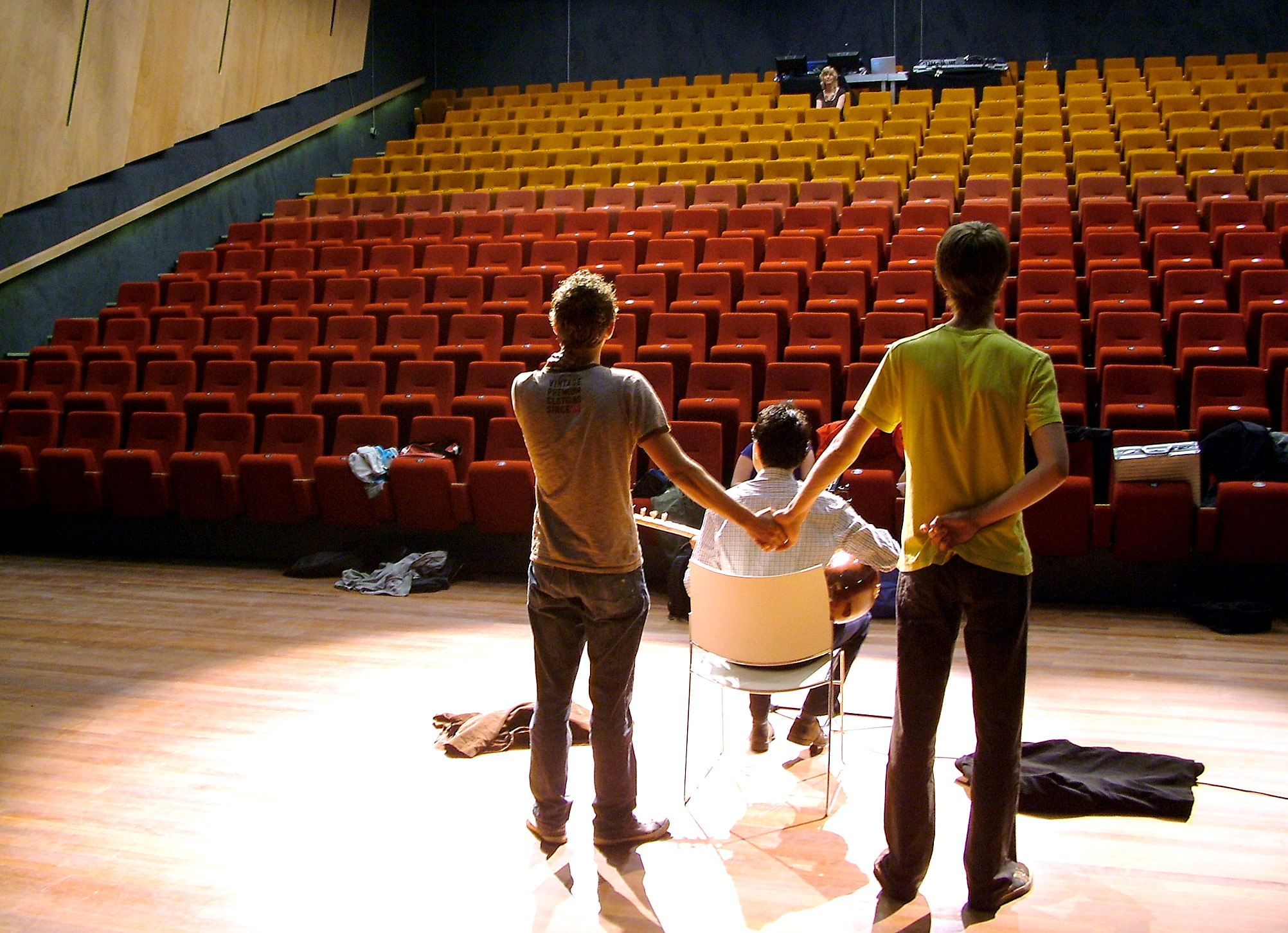
Cultuurcentrum Drufabriek

| CBS-buurtcode | Buurtnaam                 | Inwonertal | Opp. totaal (ha) | Opp. land (ha) | Ligging                |
| ------------- | ------------------------- | ---------- | ---------------- | -------------- | ---------------------- |
| BU15090000    | Ulft-Centrum en Ulft-Oost | 2910       | 108              | 105            | Locatie in de gemeente |
| BU15090001    | Ulft-West                 | 5980       | 122              | 122            | Locatie in de gemeente |
| BU15090002    | Ulft-Noord                | 1540       | 69               | 66             | Locatie in de gemeente |

## Bezienswaardig
- De DRU cultuurfabriek
- Engbergen te Voorst
- Nederlands IJzermuseum

### Religie
- Petrus en Pauluskerk
- Süleymaniye Moskee

## Geschiedenis
De geschiedenis van Ulft begint in 1236 met een burcht: het reeds lang geleden verdwenen Slot Ulft. De waterburcht lag aan de samenvloeiing van de Oude IJssel en de AA-strang. De burcht had een watermolen, die als korenmolen werd gebruikt. Aan het eind van de 16e eeuw begon Ulft zich als dorp te ontwikkelen. Deze beschrijving begint rond 1850. Vanaf deze tijd is Ulft vrij snel gegroeid, met name na 1947.
Belangrijk voor de ontwikkeling van Ulft en Gendringen was de aanwezigheid van de Oude IJssel en ijzeroer. IJzeroer was ruim aanwezig en gemakkelijk af te graven. De oerbanken onder de landbouwgronden waren erg schadelijk voor de landbouw en voor de boeren vormde het oer daarom een probleem. In 1753 ontstond het plan om op de plaats waar een watermolen had gestaan een 'ijzermolen' ofwel oerijzergieterij te beginnen. Hierdoor leverde het erts winst op en waren de boeren van hun probleem verlost. Al ver voor de Industriële revolutie tot Nederland doordrong was de productie van ijzer en ijzerwaren een begrip.
In 1885 opende Bellaard, Becking en Bongers in Ulft een tweede ijzergieterij. Deze gieterij kreeg in de volksmond de naam "de nieuwe hut". Dit bedrijf produceerde na de ontdekking van de gasbel bij Slochteren op grote schaal gashaarden voor de verwarming van woonhuizen. De Bocalgashaard was een begrip in de verwarmingsindustrie en bij de consumenten. Einde jaren zestig kwam de centrale verwarming en doordat het bedrijf te laat overschakelde ging het in 1970 failliet.
De ijzergieterijen trokken andere bedrijven aan, met name in de metaalnijverheid.

## Kermis
Op de tweede zondag van juli wordt traditiegetrouw de kermis gevierd. De kermis wordt georganiseerd door de drie schuttersverenigingen van Ulft, Schutterij "De Eendracht", "Schuttersgilde Sint-Hubertus" en "Schuttersgilde Sint-Joris". De Eendracht organiseert de kermis in Oer, Sint-Hubertus in Ulft en Sint-Joris op De Pol.

## Cultuur
Het jaarlijks terugkerende popfestival Huntenpop wordt in Ulft gehouden. De naam verwijst naar de buurtschap Veldhunten. Het popfestival is voor het eerst in 1989 gehouden. Het festival kenmerkt zich naast podia voor bekende bands, ook als popfestival voor aankomend talent. Het popfestival wordt doorgaans in augustus gehouden.

## Sport
In Ulft zijn twee voetbalverenigingen. Dit zijn Ulftse Boys, uit het noordelijke deel van Ulft (Oer in de volksmond), en SDOUC (Samenspel Doet Overwinnen Ulftse Combinatie) uit het zuidelijke deel van Ulft. Ulftse Boys uit Oer is in 2016 gepromoveerd naar de Vierde klasse en 'voormalig' aartsrivaal SDOUC degradeerde aan het eind van seizoen 2012-2013 naar de Tweede klasse.
Een andere populaire sport in Ulft is handbal. Handbalvereniging UGHV speelde in het seizoen 2000/2001 met de heren 1 in de landelijke eerste divisie. Sinds 2018 komen de heren 1 uit in de landelijke 2de divisie.
Ulft had een zwembad, De Blenk, waar zwem- en waterpolovereniging De Gendten gebruik van maakten. Voor sporten als handbal, volleybal, korfbal, tennis, badminton, squash, hockey en atletiek kan men terecht op het sportpark IJsselweide. Dit sportpark wordt gedeeld door Ulft en Gendringen. Zodoende zijn hier ook de voetbalclubs SDOUC en VV Gendringen te vinden. De atletiekvereniging Atletico '73 heeft atleten als Bram Som en Arnoud Okken voortgebracht. Hun succes werd mede voorbereid door toenmalig hoofdtrainer Honoré Hoedt. Hij is sinds 2001 de hoofdcoach van de Atletiekunie.
Ook zijn er andere sportverenigingen in Ulft, zoals Ketelaar sport en Kei-Fit. Bij Ketelaar sport worden fitness, BodyTec, Judo, Jiujitsu, Tang Soo Do (Moo Duk Wan), Crossfit, en nog enkele andere dingen gedaan. Bij Kei-Fit wordt er fitness, spuash en tennis gedaan.

## Bekende Ulftenaren
- Maria van Nassau, (1539-1599) gravin van Nassau, zuster van Willem van Oranje
- Guus Pikkemaat (1929-2018), historicus, journalist
- Gerrit Lang (1934-2018), psycholoog
- Arne Jansen (1951-2007), zanger
- Gijs Wilbrink (1984), schrijver
- Koen Bouwman (1993), wielrenner
- Pim Lukassen (2001), voetballer

## Trivia
- De eerste seizoenen van de soap Onderweg naar Morgen speelden zich af in Ulft.
- Ulft was het laatste dorp van Nederland met een vestiging van C1000.